# Lars Pedersen (politiker, 1816-1875)
 For alternative betydninger, se Lars Pedersen. (Se også artikler, som begynder med Lars Pedersen)
Lars Christian Pedersen (født 11. august 1816 i Tolne ved Frederikshavn, død 9. juli 1875 i Bangsbostrand) var en dansk gårdmand og politiker.
Pedersen var søn af gårdejer Peder Larsen. Han var landvæsenselev under Det Kongelige Danske Landhusholdningsselskab. Først var han elev hos Peter Gottlieb Kock på Ulstrup Slot, så hos Casper Asmussen på Vestermølle ved Skanderborg og sidst hos Andreas Bodenhoff på Bistrup Parcelgård ved Roskilde. Efter elevtiden bestyrede han sin fars gård til 1846 hvor han købte gården Skjortholt i Åsted Sogn af sin svigermor. Senere solgte han gården og købte et hus i Bangsbostrand hvor han levede sine sidste år.
Han var medlem af sogneforstanderskabet 1848-1854 og 1865-1870, og dets formand 1865-1867. Han var medstifter af Vendsyssel Tidende i 1872, medbestyrer af Hjørring Amts Brandforsikringsselskab og taksations- og volgiftsmand.
Pedersen var medlem af Folketinget valgt i Hjørring Amts 1. valgkreds (Frederikshavnskredsen) fra 27. maj 1853 til 7. juni 1864. Efter at han tabt valget til Rigsrådets Folketing i marts 1864 til Ferdinand Tutein i Frederikshavnskredsen, genopstillede han ikke ved folketingsvalget i juni 1864. Han havde også forgæves stillet op til landstingsvalget i 1863.